# Lars-Olof Johansson (musiker)
Lars-Olof Johansson Ståle, född 23 februari 1973 i Hakarps församling i Jönköpings län, är mest känd för att vara en medlem i popgruppen The Cardigans, där han spelar keyboard och gitarr. Johansson växte upp i Jönköping. Han spelar även i det akustiska countrybandet Up the Mountain samt i popbandet Brothers of End.